# Karl von Rhediger
Baron Karl Nikolaus Wilhelm von Rhediger auch Karl von Rehdiger (* 1764 oder 1765 in Striese, Fürstentum Breslau, Schlesien; † 10. Dezember 1826) war ein schlesischer Adliger und Staatsrat in Preußen.

## Leben
Karl von Rhediger entstammte dem schlesischen Adelsgeschlecht Rehdiger und war der Besitzer des Schlosses Striese in Schlesien.
Er besuchte das Friedrichs-Gymnasium in Breslau und erweiterte seine Ausbildung durch das Studium des Klassischen Altertums, der Philosophie, Geschichte und der Rechts- und Staatswissenschaften. Seine Kenntnisse erweiterte er durch eine Reise durch Deutschland, der Schweiz, Frankreich und Holland.
Nach Beendigung der Reise bereitete er sich im Department der auswärtigen Angelegenheit zum Staatsdienst vor und wurde zum königlichen Legationsrat befördert.
Aufgrund der veränderten politischen Entwicklung von 1806 bis 1808 wurde er zum königlichen Staatsrat bei der damaligen Gesetzeskommission, die sich mit er Organisation des Staats befasste, berufen. 1808 wurde er von Heinrich Friedrich Karl vom und zum Stein zur Mitarbeit an den Reformgesetzen nach Königsberg geholt.
Er wurde 1813, während der kriegerischen Entwicklung mit Napoleon, Mitglied der Bundesverwaltung und nach dem Friedensschluss (siehe Wiener Kongress) Mitglied des königlichen Staatsrats und nahm jährlich an dessen Beratungen teil.
Karl von Rhediger war verheiratet mit Barbara Henriette Luise (* 1777; † 1800), der Tochter des preußischen Kriegsministers Heinrich Gottlieb von Kannewurf; nach deren Tod heiratete er 1809 ihre Schwester Philippine Sophie Friederike (* 1780).

## Mitgliedschaften (Auswahl)
Seit 1811 war Karl von Rhediger Mitglied der 1809 gegründeten Berliner Gesetzlosen Gesellschaft.